# Yésero
Yésero é um município da Espanha na província de Huesca, comunidade autónoma de Aragão, de área 30,34 km² com população de 77 habitantes (2007) e densidade populacional de 2,54 hab/km².

## Demografia
| Variação demográfica do município entre 1991 e 2004 | Variação demográfica do município entre 1991 e 2004 | Variação demográfica do município entre 1991 e 2004 | Variação demográfica do município entre 1991 e 2004 |
| --------------------------------------------------- | --------------------------------------------------- | --------------------------------------------------- | --------------------------------------------------- |
| 1991                                                | 1996                                                | 2001                                                | 2004                                                |
| 53                                                  | 70                                                  | 81                                                  | 77                                                  |